# Vatanspor
Vatanspor er en fodboldklub i Aarhusbydelen Brabrand. Vatanspor har i dag fem hold i JBU's turneringer. Klubbens 1. hold spillede i 2016/2017  i Danmarksserien. Det er den højeste placering klubben, nogensinde har nået, og målet er at etablere sig som et danmarksseriehold og inden få år at spille med om oprykning til 2. division. Der klædes stadig (2017) om i Sødalskolens omklædningsrum, og først for nylig har klubben fået eget klubhus efter mange års kamp. Banen på skolen bliver delt med andre klubber.
Ud over 1. holdet har Vatanspor i 2017 hold i JBU serie 4, serie 5, et oldboyshold og et ungdomshold. Med tilgangen af flere medlemmer er det hensigten at oprette flere fodboldhold, især ungdomshold. Den største årsag til foreningens manglende ungdomshold er klubbens dårlige klubfaciliteter.
| Vatanspor    | Vatanspor                      |
| Klubdetaljer | Klubdetaljer                   |
| ------------ | ------------------------------ |
| Fulde navn   | Vatanspor                      |
| Grundlagt    | 1989                           |
| Forbund      | DBU (lokalunion: JBU)          |
| Hjemmebane   | Sødalsskolen Aarhus, Danmark   |
| Sportchef    | Osman Eroglu                   |
| Liga 2016-17 | Danmarksserien                 |
| Andet        |                                |
|              |                                |
| Websted      | http://vatanspor.dk/index.html |

## Historie
Foreningen Vatanspor blev dannet i 1989 med adresse på Lottesvej 12 kld., 8220 Brabrand af en lille gruppe unge med tyrkisk baggrund anført af Mustafa Pelit, som stadig er med i klubben. Hensigten var ønsket om at samle unge med indvandrerbaggrund og give dem muligheden for et fælles mødested. Det var hensigten at holde de unge væk fra gadernes kriminalitet. Samtidigt blev holdet tilmeldt JBU’s fodboldturnering og har siden været tilmeldt.
Klubbens medlemmer har været og er velfungerende, integrerede unge mennesker i det danske samfund. Nu repræsenterer klubben spillere med rødder fra bl.a. Danmark, Tyrkiet, Iran , Irak, Sudan, Somalia, USA, Færøerne, Bosnien, Libanon, Palæstina og spillere fra tre afrikanske lande. Så alle er velkommen i Vatanspor uanset nationalitet eller religion.

## Fankultur
Vatanspor har et fællesskab, som man ikke ser i mange klubber. Der er tit mange frivillige, som på kampdage er med til at gøre nærområdet mere attraktivt. På en god sommerdag kan der normalt være mellem 400-600 tilskuere, som ikke kun er der pga. fodbold, men pga. hele atmosfæren omkring klubben. Det er forståeligt, hvorfor interessen for Vatanspor er større end nogensinde før.

## Ekstern henvisning
- http://vatanspor.dk/klubben.html Arkiveret 30. oktober 2016 hos  Wayback Machine
- http://aarhus.lokalavisen.dk/vatanspor-sigter-mod-danmarksserien-/20151204/artikler/712019187/1449 Arkiveret 22. april 2017 hos  Wayback Machine